# Scott Cunningham
Pour les articles homonymes, voir Cunningham.
Scott Douglas Cunningham (né le 27 juin 1956 à Royal Oak (Michigan) et mort le 28 mars 1993) est l'auteur d'une vingtaine de livres sur la Wicca et sur d'autres alternatives religieuses, ainsi que sur la phytothérapie ou l'aromathérapie. Il a écrit en particulier sur la magie naturelle et la communauté magique.
Il a étudié l'écriture à l'université d'État de San Diego à partir de 1978, tout en commençant à publier des livres sur les rites et les sorts. Il était favorable à une plus grande diffusion de la Wicca, et à une pratique plus accessible aux personnes solitaires et éclectiques, que ce soit par choix ou par l'incapacité de trouver un Coven avec lequel pratiquer.
Son livre sur la pratique solitaire de la Wicca (1988) devient un best-seller avec plus de 600 000 livres achetés. Ce qui lui a valu, d'une part l'enthousiasme et le soutien de milliers de personnes attirées par la Wicca mais aussi d'une façon beaucoup plus minoritaire, les critiques de la part de personnes initiées de façon traditionnelle auxquelles il répondra au début de son livre Vivre la Wicca - Guide avancé de pratique individuelle. On lui doit assurément la diffusion de la Wicca solitaire et éclectique sur la surface du globe.
Il était ami avec Raymond Buckland , et il a reçu son initiation au troisième degré dans le coven 'Serpent Family Stone'.
En 1983, il apprend qu'il est atteint de lymphome. Il combat avec succès la maladie. Mais en 1990, une méningite permet de découvrir qu'il est atteint du sida. Il souffre de plusieurs infections et décède en 1993. Plusieurs livres en attente de publication paraissent à titre posthume.
Près de 25 ans après sa mort, il reste la principale référence en matière de Wicca éclectique et nombre de ses livres sont traduits dans plusieurs langues chaque année.

## Œuvres traduites en Français
- 1985 - Encyclopédie des plantes magiques, éditions AdA, 2009.
- 1987 - Encyclopédie de la magie des cristaux, des pierres précieuses et des métaux, éditions AdA, 2015.
- 1988 - La Wicca : Guide de pratique individuelle, éditions J'ai lu, 2013.
- 1989 - L'aromathérapie magique, Le pouvoir des parfums, éditions Danaé, 2017.
- 1989 - Le livre complet sur l'encens, les huiles essentielles et les infusions, éditions AdA, 2013.
- 1991 - Terre, Air, Feu et Eau : Techniques de magie naturelle, éditions Danaé, 2017.
- 1993 - La Divination pour les débutants, éditions AdA, 2010.
- 1993 - Vivre la Wicca - Guide avancé de pratique individuelle, éditions AdA, 2015.
- 1993 - La cuisine Wiccane, éditions Danaé, 2017.
- Initiation à la magie naturelle, éditions Danaé, 2021
- Le livre des ombres, les essentiels de la Wicca, éditions Le Lotus et l'Elephant, 2023
- La Sorcellerie démystifiée, éditions Danaé, 2021
- Des rêves et des dieux, techniques de sommeil sacré, éditions Danaé, 2021

## Œuvres publiées en Anglais
- 1980 - Shadow of Love (fiction)
- 1982 - Magical Herbalism: The Secret of the Wise  (ISBN 0-875-42120-2)
- 1983 - Earth Power: Techniques of Natural Magic  (ISBN 0-875-42121-0)
- 1985 - Cunningham's Encyclopedia of Magical Herbs  (ISBN 0-875-42122-9)
- 1987 - The Magical Household  (ISBN 0-875-42124-5)
- 1987 - Cunningham's Encyclopedia of Crystal, Gem, and Metal Magic  (ISBN 0-875-42126-1)
- 1988 - The Truth About Witchcraft Today  (ISBN 0-875-42127-X)
- 1988 - Wicca: A Guide for the Solitary Practitioner  (ISBN 0-875-42118-0)
- 1989 - The Complete Book of Incense, Oils & Brews  (ISBN 0-875-42128-8)
- 1989 - Magical Aromatherapy: The Power of Scent  (ISBN 0-875-42129-6)
- 1991 - Earth, Air, Fire, and Water: More Techniques of Natural Magic  (ISBN 0-875-42131-8)
- 1993 - Cunningham's Encyclopedia of Wicca in the Kitchen  (ISBN 0-738-70226-9)
- 1993 - Divination For Beginners  (ISBN 0-738-70384-2)
- 1993 - Living Wicca: A Further Guide for the Solitary Practitioner  (ISBN 0-875-42184-9)
- 1993 - Spell Crafts: Creating Magical Objects  (ISBN 0-875-42185-7)
- 1993 - The Truth About Herb Magic  (ISBN 0-875-42132-6)
- 1994 - The Truth About Witchcraft  (ISBN 0-875-42357-4)
- 1995 - Hawaiian Magic and Spirituality  (ISBN 1-567-18199-6)
- 1997 - Pocket Guide to Fortune Telling  (ISBN 0-895-94875-3)
- 1999 - Dreaming the Divine: Techniques for Sacred Sleep  (ISBN 1-567-18192-9)